# Pulau Benawang
Pulau Benawang is een bestuurslaag in het regentschap Tanggamus van de provincie Lampung, Indonesië. Pulau Benawang telt 583 inwoners (volkstelling 2010).